# Chinanteca

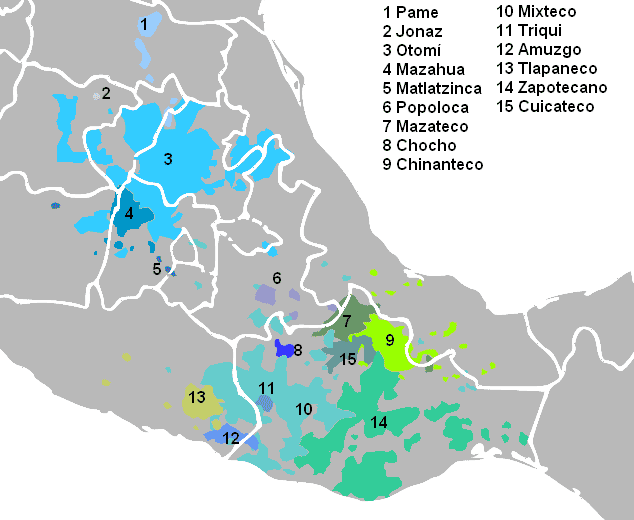
Llengües otomang, el chinanteca és el número 9

El chinanteca constitueix un grup de 14 llengües indígenes de Mèxic parlades per 125 mil persones en total que, en la seva majoria, habiten en l'estat d'Oaxaca, coneguts com a chinantecs. Lingüísticament pertanyen a la branca otopame-chinanteca dins de les llengües otomang.
El nombre de llengües és en certa manera convencional, ja que no existeix un criteri unívoc per classificar dues variants com a dialectes de la mateixa macrollengua o com a llengües diferents. Si es considera el criteri de la intel·ligibilitat mútua del 80% com a límit per considerar que dues variants són "llengües" diferents, poden diferenciar-se 14 "llengües" en continu dialectal chinanteca.

## Descripció lingüística

### Fonologia
Les variants de chinanteca són llengües tonals. El nombre de tons difereix d'una varietat a una altra, el Chinanteca d'Usila posseeix cinc tons, mentre que el Chinanteca de Sochiapam té set tons. A més el chinanteca posseeix formes de fonació supraglotal que donen lloc a síl·labes balístiques.
L'inventari fonològic diferent d'una varietat a una altra, encara que l'inventari original del proto-chinanteca s'ha reconstruït com
|            | Bilabial | Bilabial | Dental | Dental | Palatal | Palatal | Velar | Velar | Labio- velar | Labio- velar | Glotal | Glotal |
| ---------- | -------- | -------- | ------ | ------ | ------- | ------- | ----- | ----- | ------------ | ------------ | ------ | ------ |
| Nasal      | *m       | *m       | *n     | *n     |         |         | *ŋ    | *ŋ    |              |              |        |        |
| Oclusiva   | *p       | *b       | *t     | *d     |         |         | *k    | *g    | *kʷ          | *gʷ          | *ʔ     | *ʔ     |
| Africada   |          |          | *ʣ     | *ʣ     |         |         |       |       |              |              |        |        |
| Fricativa  |          |          | *s     | *s     |         |         |       |       |              |              | *h     | *h     |
| Líquida    |          |          | *l, *r | *l, *r |         |         |       |       |              |              |        |        |
| Aproximant |          |          |        |        | *j      | *j      |       |       | *w           | *w           |        |        |

Algunes variants, entre elles les de Lealao, han desenvolupat consonants postalveolars /*ʧ, *ʤ, *ɲ, *ʃ/ a partir de /*k, *g, *n, *s/ per un procés fonològic de palatalització.
La combinació d'aspectes tonals i fonació dona lloc a un nombre elevat de diferències per a paraula monosil·làbica, així en el Chinanteco de Sochiapan es poden trobar fins a 14 combinacions per a la seqüència /ta/:
| ta¹ 'arribarem?'               | tá¹ 'complet (adjetivo)'             |
| ta² 'arribem (habitualment)'   | tá² 'recentment'                     |
| ta³ 'peu'                      | tá³ 'teixit (substantiu)'            |
| ta¹³ 'barallem'                | tá¹³ 'tallaré (a cops)'              |
| ta²³ 'barallem (habitualment)' | tá²³ 'tallo (a cops) (habitualment)’ |
| ta²¹ 'treballo'                | tá²¹ '¿teixirà?'                     |
| ta³² 'escala'                  | tá³² 'teixirà'                       |

### Gramàtica
Des del punt de vista tipològic el chinanteca és una llengua amb ordre bàsic VSO. En alguns casos en cert tipus de clàusules algunes variants com el chinanteca de Sochiapan pot presentar ordre VÓS, encara que amb referència creuada inversa. A més presenten un alineament morfosintàctic de tipus ergatiu.
Quant a la morfologia flexiva i derivacional, el chinanteca usa exclusivament prefixos, tret comú a altres llengües otomang on els sufixos o bé no existeixen o bé són molt escassos. A més en la flexió verbal s'empra també el to; la mateixa arrel amb diferents tons i maneres de fonació serveixen per a expressar la persona gramatical i de vegades el temps gramatical (present i futur). L'aspecte verbal i el passat se solen indicar mitjançant prefixos, i de la mateixa manera la veu gramatical. Igual que en altres llengües ergatives el chinanteca posseeix veu antipassiva i posseeix a més una veu passiva pròpiament dita.
En comptes d'un sistema d'honorífics, hi ha un sistema de "deshonorífics": una col·lecció variada de pronoms de primera i segona persona li permeten al parlant expressar la seva actitud cap a si mateix i cap a l'oïdor. També hi ha un pronom de "quarta persona" que permet mantenir la referència encertada quan hi ha dos participants de tercera persona en el discurs.

### Comparació lèxica
Els numerals següents mostren l'alguns canvis fonètics entre les llengües chinanteques i la divergència entre elles:
| GLOSSA   | Chinanteca Meridional | Chinanteca Meridional | Chinanteca Meridional | Chinanteca Septentrional | PROTO- CHINANTECA |
| GLOSSA   | Comaltepec            | Lealao                | Lalana                | Sochiapan                | PROTO- CHINANTECA |
| -------- | --------------------- | --------------------- | --------------------- | ------------------------ | ----------------- |
| 'un'     | kõː¹                  | kãː³                  | kõː³⁴                 | kɐ̃ ́ũ²                    | *kã ́ũ?            |
| 'dos'    | tṹ³                   | tṹ⁴                   | tũ̆²⁴                  | tũ³                      | *tṹ³              |
| 'tres'   | ʔnɨ²³                 | nɨ̃³                   | ʔnɘ̃̆͡ɪ̃̆³⁴                | ʔnɯ̃³²                    | *ʔnɨ³             |
| 'quatre' | kʸṏ́³                  | ʧṹ³                   | kʸỹ³                  | kʸũ ́³                    | *kʸũ ́³            |
| 'cinc'   | ʔnʸǽ²                 | ŋʸɐ̃ ́³                 | ʔŋʸæ̝̃³                 | ʔŋʸɐ̃ ́³                   | *ʔŋʸã ́³           |
| 'sis'    | ŋŋǿː³                 | hŋʸũ ́ː³               | hŋʸỹː²³               | hŋʸɛ̃ ́ɪ̃³                  | hŋʸũ ́ɪ̃³           |
| 'set'    | gʸé³                  | ʤʸɐ́ː⁴                 | ɡʸæ̝²                  | kʸɐʊ³                    | *gʸau?            |
| 'vuit'   | ŋŋʸǽ²                 | hŋʸɐ̃́ː⁴                | hŋʸæ̝̃̆²⁴                | hŋʸɐ̃³                    | *hŋʸa?            |
| 'nou'    | ŋʸǿ³                  | ŋʸʊ̃ ́⁴                 | ŋʸỹ̆²⁴                 | ŋʸũ³                     | *ŋʸu?             |
| 'deu'    | gí³                   | ʤʸɐ́⁴                  | ɡʸæ̝̆²⁴                 | kʸɐ³                     | *gʸa3/4           |

En el quadre anterior les palatalitzades [*kʸ, *gʸ, *ŋʸ] serien el resultat probable de /*kj, *gj, *ŋj/

## Aspectes històrics, socials i culturals

### Variants
Existeixen dos grans subgrups de variants, el subgrup septentrional que és més innovador fonològicament i el subgrup meridional que fonològicament és més conservador. Les diverses variants poden agrupar-se d'acord amb mesuraments d'intel·ligibilitat mútua aproximada, considerant que totes les comunitats amb un 80% o més d'intel·ligibilitat mútua poden considerar-se com essencialment pertanyents a la mateixa variant poden distingir-se set varietats lingüístiques septentrionals i set meridionals:
|                          | Variant                                                   | Codi ISO | Àrea                                                                  | Nombre de parlants   |
| ------------------------ | --------------------------------------------------------- | -------- | --------------------------------------------------------------------- | -------------------- |
| Chinanteca meridional    | Chinanteca de Comaltepec                                  | cco      | Comaltepec, Nord d'Oaxaca                                             | 2.000 (1990 census). |
| Chinanteca meridional    | Chinanteca de Lalana                                      | cnl      | 25 pobles en la frontera entre Oaxaca i Veracruz                      | 10.500 (1990 SIL).   |
| Chinanteca meridional    | Chinanteca de Lealao                                      | cle      | Nord-est d'Oaxaca, San Juan Lealao, Latani, Tres Arroyos i La Hondura | 2.000                |
| Chinanteca meridional    | Chinanteca de Quiotepec (Chinanteca de las tierras altas) | chq      | Quiotepec i pobles del voltant, Oaxaca                                | 8.000                |
| Chinanteca meridional    | Chinanteca d'Ozumacín                                     | chz      | San Pedro Ozumacín i pobles del voltant, Oaxaca                       | 5.000                |
| Chinanteca meridional    | Chinanteca de Palantla                                    | cpa      | San Juan Palantla i pobles del voltant, Oaxaca                        | 12.000               |
| Chinanteca meridional    | Chinanteca de Valle Nacional                              | cvn      | Yetla, Nord d'Oaxaca                                                  | 1.000                |
| Chinanteca septentrional | Chinanteca de Chiltepec                                   | csa      | San José, Chiltepec, Oaxaca                                           | 4.000                |
| Chinanteca septentrional | Chinanteca d'Ojitlán                                      | chj      | Nord d'Oaxaca i Veracruz municipis de Minatitlan i Hidalgotitlan      | 22.000               |
| Chinanteca septentrional | Chinanteca de Sochiapan                                   | cso      | Nord d'Oaxaca                                                         | 5.800                |
| Chinanteca septentrional | Chinanteca de Tepetotutla                                 | cnt      | Nord d'Oaxaca                                                         | 2.000                |
| Chinanteca septentrional | Chinanteca de Tepinapa - Tlatepusco                       | cte      | Nord d'Oaxaca, Distrito de Choapán                                    | 8000                 |
| Chinanteca septentrional | Chinanteca de Tlacoatzintepec                             | ctl      | Nord d'Oaxaca                                                         | 2000                 |
| Chinanteca septentrional | Chinanteca d'Usila                                        | cuc      | Oaxaca i un poble a Veracruz                                          | 9000                 |

### Ús als mitjans
S'estan fent programes de ràdio en chinanteca a les emissores XEOJN de San Lucas Ojitlán (Oaxaca) i XEGLO, de Guelatao de Juárez (Oaxaca), ambdues dependents de la CDI.